# 管歐
管歐（1904年—2002年），湖南祁陽人，台灣法律學者，前司法院大法官。

## 生平
1930年畢業於北平（今北京市）朝陽大學。第一屆公務人員高等考試普通行政人員考試及格，曾任行政院法規委員會主任委員。1967年獲總統提名、監察院同意，就任中華民國第三屆司法院大法官。1979年6月29日因國大代表蔣伏生病逝，由管歐遞補為第一屆國民大會湖南省代表。1997年獲總統李登輝核聘為有給職國策顧問。
管歐為中華民國著名法學家，其知名法學著作《法學緖論》再版至今已達73次。

## 著作
- 法學緒論，五南圖書出版，2025年，73版
- 中華民國憲法論，三民書局出版
- 中國行政法總論，自版
- 法學概要
- 地方自治概要
- 行政法概要
- 交通法規概要
- 地方自治
- 行政法精義
- 憲法新論
- 法院組織法論
- 法律類似語辨異，五南圖書出版